# Harku
Harku (em estoniano:  Harku vald) é um município rural estoniano localizado na região de Harjumaa.

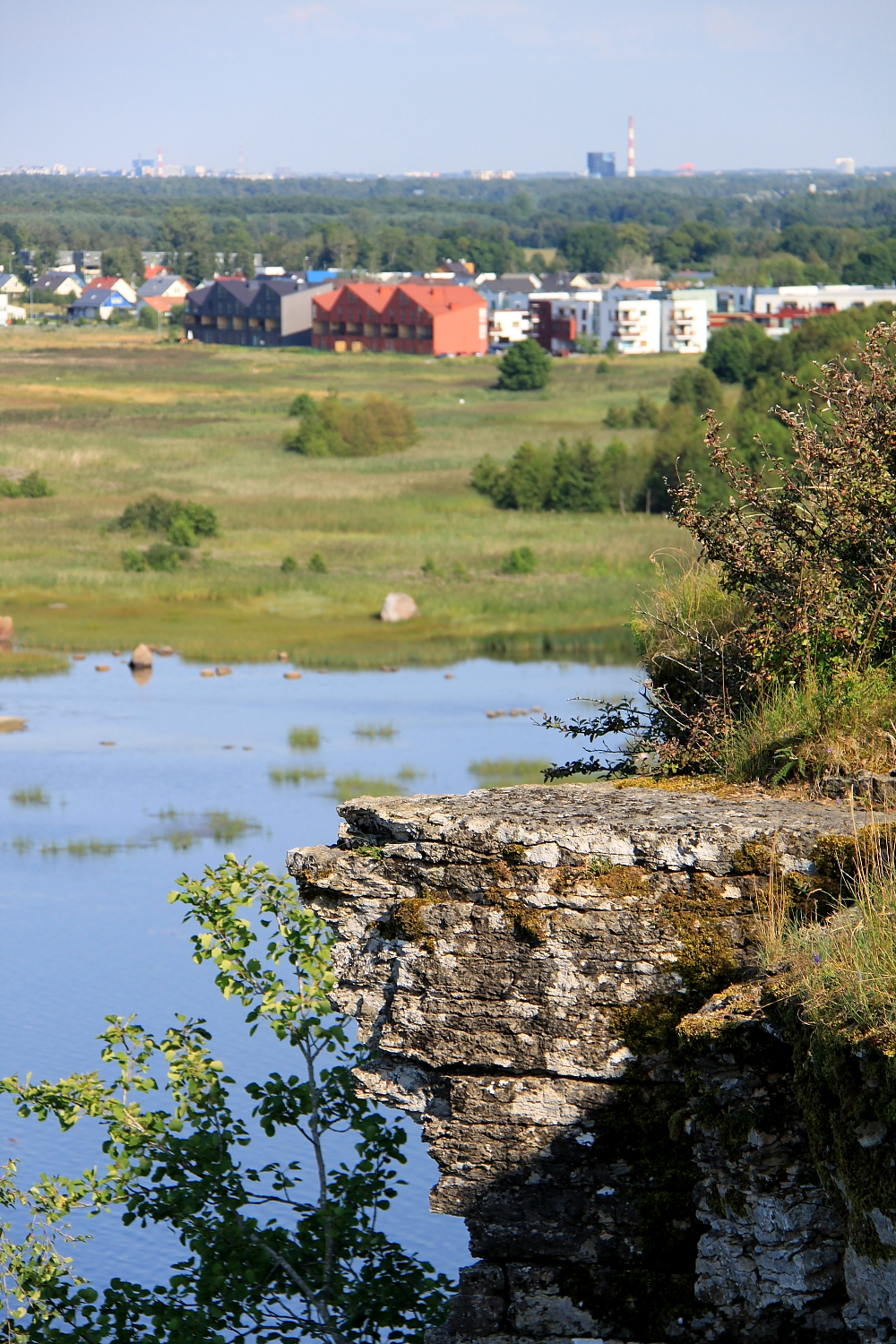
Tabasalu
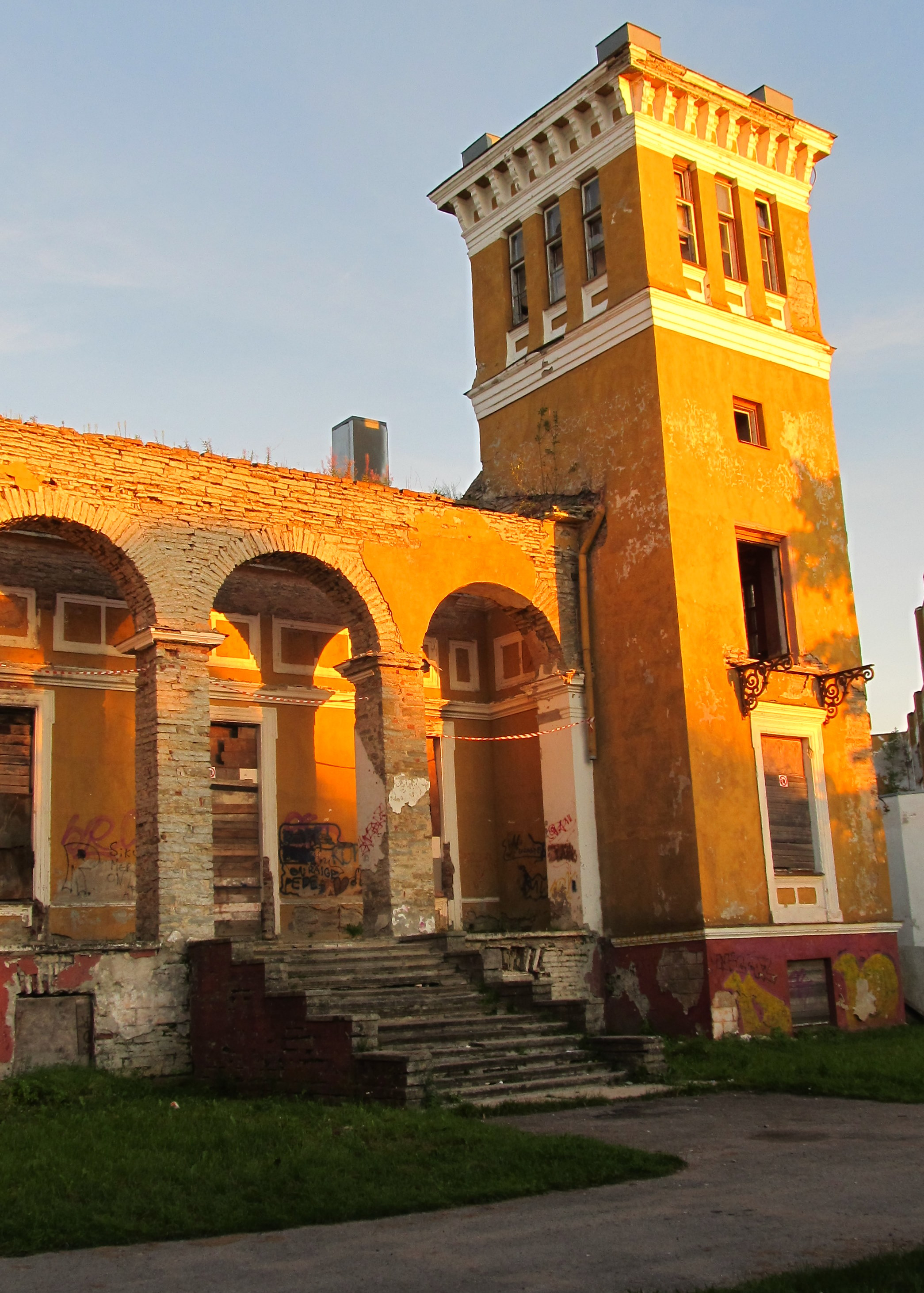
Muraste
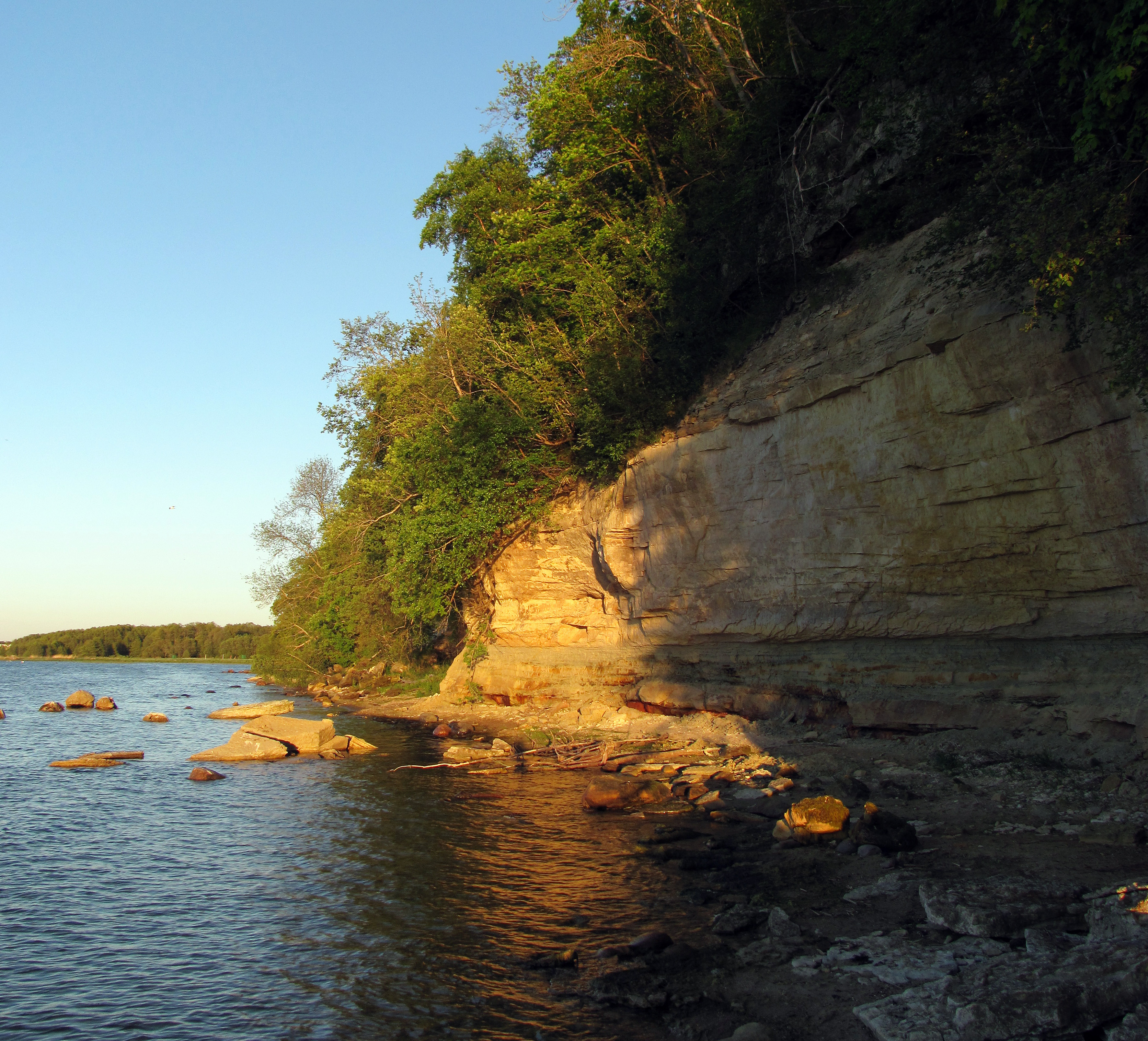
Rannamõisa
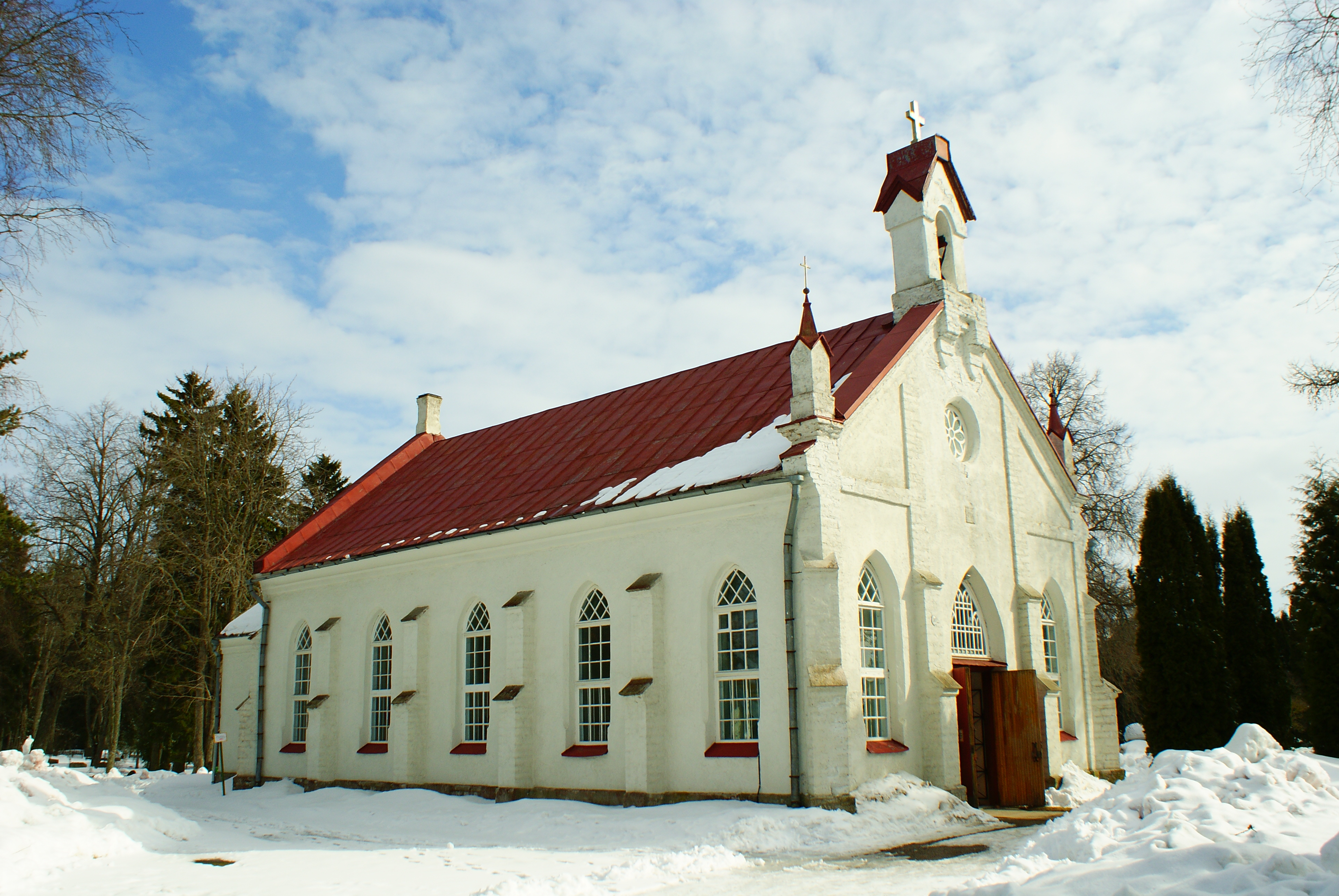
Ranna
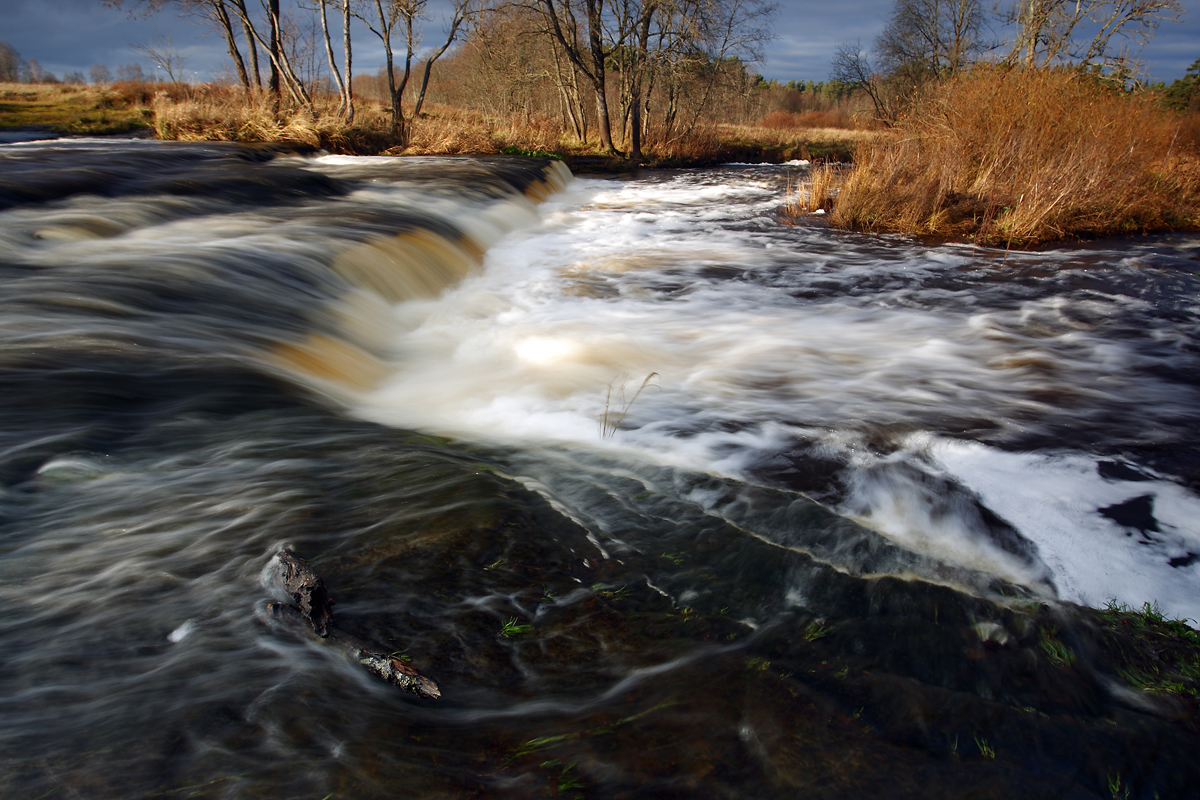
Vahiküla
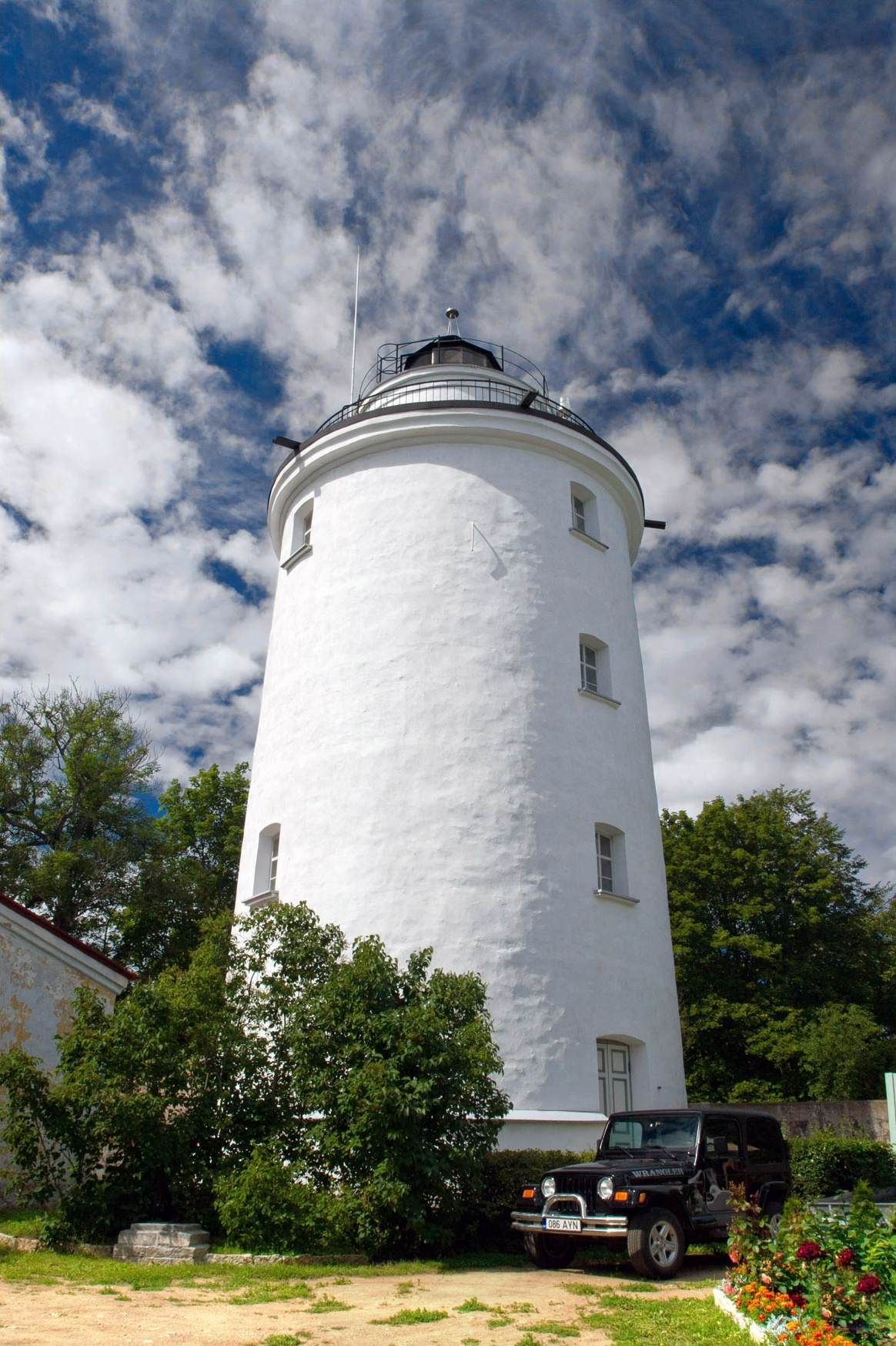
Suurupi